# The Nations
Nations: Gold Edition (с англ. — «Затерянный мир 4») — стратегия в реальном времени, разработанная JoWooD Productions.
Является продолжением игр «Затерянный мир» (англ. Alien Nations), «Затерянный мир 2» (англ. Alien Nations (Mission Disc)), «Затерянный мир 3» (англ. The Nations).

## Особенности
В игре существует три расы — дриады, эльфы и анты.
В «Затерянном мире 4», который на самом деле является просто обновлением к третьей части, игрок постепенно развивает поселение выбранной расы (строя различные здания, исследуя новые технологии, обучая жителей различным профессиям и т. д.). Непосредственно управлять же подданными нельзя (за исключением наёмников).
Каждый юнит в игре обладает своим именем, многие — семьями. У семейной пары появляется ребёнок, который по прошествии некоторого времени уже готов для обучения в школе и заведения собственной семьи.
Практически каждое здание требует работника для его функционирования (в зависимости от типа здания). Ресурсы к зданиям доставляют носильщики, которых тоже надо обучать (хотя и меньше всего по времени).
В «Затерянном мире 4» есть даже такие детали жизни поселения, как обеденный перерыв и ночной сон.
Продумана система харизмы правителя и довольства жизнью у поселенцев. Бездомные или безработные быстро теряют мотивацию и могут сбежать из поселения, либо стать преступниками.
Большинство новых зданий или возможностей открываются через исследования. После выполнения поселением некоторых условий оно может перейти на следующий (из трёх) технологический уровень. Это открывает возможность дополнительных исследований, однако ставит и некоторые условия (в смысле обеспечения поселенцев).
Также в игре есть такой параметр, как репутация богов. Её можно повышать, принося в дар божеству ресурсы или построив один или несколько храмов.
Поселение можно защитить построив стены и обучив стражников или заплатив наёмникам.

## Сюжет
На этот раз история начиналась так: беспечно летая по безоблачному небу Затерянного мира, незадачливый аист из сверхсекретной генетической лаборатории вошел в слишком крутое пике и обронил три предмета: неповоротливым эльфам досталась священная курильня, бойкие дриады получили божественные очи, а чопорные анты — небесный ботинок.
Получив по священному амулету, каждый из трех королей возомнил свою расу избранной, чем навлек гнев богов на себя и своих соотечественников. Спасти положение сможет только великолепный Храм Аиста: легенда гласит, что он будет построен совместными усилиями трех гордых народов.

## Расы

### Эльфы
Похожие на синих медведей существа. По замыслу игры являются как бы основной расой. Женщины являются слабым полом. Очень любят плотно поесть и запить это дело грибным шнапсом. Будьте внимательны, эльфы не могут сами удовлетворить свои потребности на 2-м и 3-м уровнях технологии, т.к. сами не производят мыла (его изготавливают дриады), зато с успехом на силосных башнях делают удобрения. Предпочтения в строительном материале: камень и дерево (половина на половину). Вопреки расхожему мнению в тавернах на обеде едят больше дриад и меньше антов. Имеют средних рыцарей по здоровью и количеству юнитов, здоровье стражника - 150 ед.

### Дриады
Дриады — единственная раса, в которой царит матриархат. У этих, больше всего похожих на людей внешне, созданий, работа и военное дело считается женской задачей. Мужчины же, способные получить только профессию "Домохозяин", целыми днями красуются и собирают фрукты. Производят мыло. Большие чистюли. Предпочтение в строительном материале - дерево. Меньше всех потребляют пищи в тавернах на обеде. Имеют самых слабых рыцарей по здоровью и количеству юнитов, здоровье стражницы - 140 ед.

### Анты
Анты — раса антропоморфных насекомых. В первых 2-х частях выглядели достаточно мило, а их архитектура носила характерный отпечаток насекомого прошлого (здания скрепляемые паутиной и чем-то напоминающие ульи). В 3-й и 4-й части изменился как внешний вид расы — он стал более агрессивным (злобные большие глаза и шипы по телу), так и архитектурный стиль — здания стали больше напоминать человеческую архитектуру. Так же вслед за внешним видом народа, изменился и внешний вид войск. Если в первых частях войска антов и их флот представлял собой «генетически модифицированных» антов, то в 3-й и 4-й части они стали более цивилизованными: солдаты вооружились мечами, метательными дисками и таранами а старый «живой» флот заменили на деревянный. Анты - ярые любители сигар (в первых 2-х частях это был их уникальный товар который могли производить лишь они). С 3-й части анты научились изготавливать ещё 2 уникальных товара: энергетические напитки и кактусовую настойку. Предпочтение в строительном материале - камень. Потребляют  больше всех пищи на обеде в тавернах. Имеют самых сильных рыцарей по здоровью и количеству юнитов, здоровье стражника - 160 ед.